# Turritigera stellata
Turritigera stellata är en mossdjursart som beskrevs av Busk 1884. Turritigera stellata ingår i släktet Turritigera och familjen Lekythoporidae. Inga underarter finns listade i Catalogue of Life.